# Zijad Duraković
Zijad Duraković je akademik, profesor medicine u trajnom zvanju Medicinskog fakulteta Sveučilišta u Zagrebu, liječnik je internist subspecijalist kardiologije, nefrologije i intenzivne medicine, primarijus, hrvatski pjesnik, časnik Hrvatske vojske, te direktor medicinskog i znanstvenog razreda World Life Institute-a u SAD-u i Fellow of the American College of physicians. Tijekom života objavio je dvanaest udžbenika iz područja unutarnje medicine, objavio je više 200 pjesama poezije na mnogim svjetskim jezicima, autor je čak više od tisuću objavljenih znanstvenih radova. Obnašao je dužnost predstojnika Klinike za unutarnje bolesti Kliničkog bolničkog centra Zagreb, bio je osobni liječnik prvog hrvatskog predsjednika Franje Tuđmana na početku Domovinskog rata. Član je brojnih međunarodnih znanstvenih, stručnih i intelektualnih udruga. Brat je renomiranog hrvatskog mikrobiologa prof.em. Senadina Durakovića i hrvatskog proljećara, liječnika profesora medicine, derviša, pjesnika i humanitarca Asafa Durakovića.

## Životopis
Zijad Duraković rodom je iz grada Stoca u Hercegovini gdje mu je rođena majka Remza kao i braća Senadin i Asaf. Otac Bećir Duraković je kao časnik Hrvatskih oružanih snaga je iz Stoca prekomandiran u Prijedor gdje je 4. ožujka 1943. godine rođen Zijad. U Prijedoru je boravio ukupno 3 mjeseca dok se zajedno s obitelji seli na stalnu adresu u Zagreb. U djetinjstvu je učestalo odlazio u hercegovačke pokrajine Stolac i Gacko gdje bi u društvu uže i šire obitelji provodio slobodno vrijeme, zbog čega danas ima duboko ukorijenjene profesionalne i prijateljske veze s rodnim krajem. Durakovića je ubrzo zadesila tragedija gubitka oca njegovom pogibeljom u bitkama na granici s Austrijom tijekom Bleibuškog masakra. Grob i podatke oca pronašao je tek 2008. godine u masovnoj grobnici Völkermarkt, te mu je podigao odgovarajući nadgrobni spomenik. 
Završio je osnovno i srednjoškolsko gimnazijsko obrazovanje u Zagrebu, gdje je i pohađao islamsku vjersku školu mekteb u Tomašićevoj ulici. Upisuje studij na Veterinarskom fakultetu, a nakon prve godine upisuje Medicinski fakultet koji završava u roku. U studentskim danima sklonost prema poeziji produbljuje vlastitim pjesničkim stvaralaštvom. Nakon završenog medicinskog fakulteta zapošljava se Školi narodnog zdravlja "Andrija Štampar", ubrzo uspješno obranjuje magistarski rad, a potom i doktorsku dizertaciju "Učestalost i kliničko značenje češćih promjena elektrokardiograma u populaciji". 
Godine 1971. zapošljava se kao specijalizant interne medicine i asistent interne medicine Medicinskog fakulteta Sveučilišta u Zagrebu u Kliničkom bolničkom centru Rebru (danas KBC Zagreb). Izabran je za profesora u trajnom znanstveno-nastavnom zvanju, obnašao je dužnost Zavoda za hitnu internu medicinu, te obnašao dužnost predstojnika Klinike za unutarnje bolesti tijekom Domovinskog rata, a punih dvanaest godina bio je voditelj konzilijarne internističke službe, te osam godina predsjednik Povjerenstva za lijekove Hrvatskog zavoda za zdravstveno osiguranje. 
Autor je jedinog hrvatskog udženika na području toksikologije (Klinička toksikologija), kao i autor jedinih hrvatskih stručnih knjiga na području medicine starije dobi (Medicina starije dobi, Primjena lijekova u starijoj dobi, Gerijatrija - medicina starije dobi i Farmakoterapija za gerijatriju).
Redovni je član Hrvatske akademije znanosti i umjetnosti Bosne i Hercegovine od 2014. godine, redovni je član Društva hrvatskih književnika od 2001. godine, kao i član Društva hrvatskih književnika Herceg-Bosne. Od 1992. godine član je suradnik Hrvatske akademije znanosti i umjetnosti (Razred za medicinske znanosti). Predsjednik je uredničkog kolegija časopisa Medix. Profesor je u trajnom zvanju, te predavač na Medicinskom fakultetu, Kineziološkom fakultetu, Prehrambeno-biotehnološkom fakultetu, Filozofskom fakultetu u Zagrebu, te na Veleučilištu turizma u Opatiji, Medicinskom fakultetu u Osijeku, Fakultet za šport u Ljubljani itd.
Živi u Zagrebu, u braku je s Marjetom Mišigoj-Duraković, također specijalistom interne medicine i profesoricom na Kineziološkom fakultetu Sveučilišta u Zagrebu. Trenutno piše novo izdanje knjige Elektrokardiogram za čiju objavu se očekuje sredina 2022. godine.

## Djela
Nepotpun popis:
- Zapis o zemlji Hrvatskoj: izabrane pjesme, Zagreb, 1993.
- Nad obzorom: zbirka pjesama, Zagreb, 1997.
- Odsjaj tame: zbirka pjesama, Zagreb, 1997.
- U sjeni = In the shadow = Dans l' ombre = Nell' ombra = In dem Schatten, Zagreb, 1999.
- Prazne ruke: zbirka pjesama, Zagreb, 2001.
- Fiat lux: zbirka pjesama, Zagreb, 2004.
- Tko svjetlost zaklanja? = Who drapes the light? = Qui cache la lumiere?, Zagreb, 2012.